# Dvorac Abbadia
Dvorac Abadia  (baskijski: Abadia jauregia, francuski: Château d'Abbadie je dvorac u gradu Hendaye, Lapurdija,  Atlantski Pireneji, Francuska. Izgrađen između 1864. i 1879. dizajnirao ga je u neogotičkom stilu E. Viollet-le-Duc i uključivao je mnogo zagonetnih obilježja karakterističnih za svog vlasnika, istraživača Antoinea Thomsona d'Abbadie.
Podijeljen je u tri dijela: zvjezdarnicu i knjižnicu, kapelicu, i prostor za stanovanje.
Danas dvorac i dalje pripada akademiji znanosti kojoj ga je on ostavio 1895. godine pod uvjetom da se proizvede katalog pola milijun zvijezda u roku od pedeset godina.
Château je klasificiran kao zaštićeni povijesni spomenik Francuske godine 1984. Većina imovine dvorca sada pripada Agenciji za zaštitu obale i njime upravlja grad Hendaye.